# 末底改

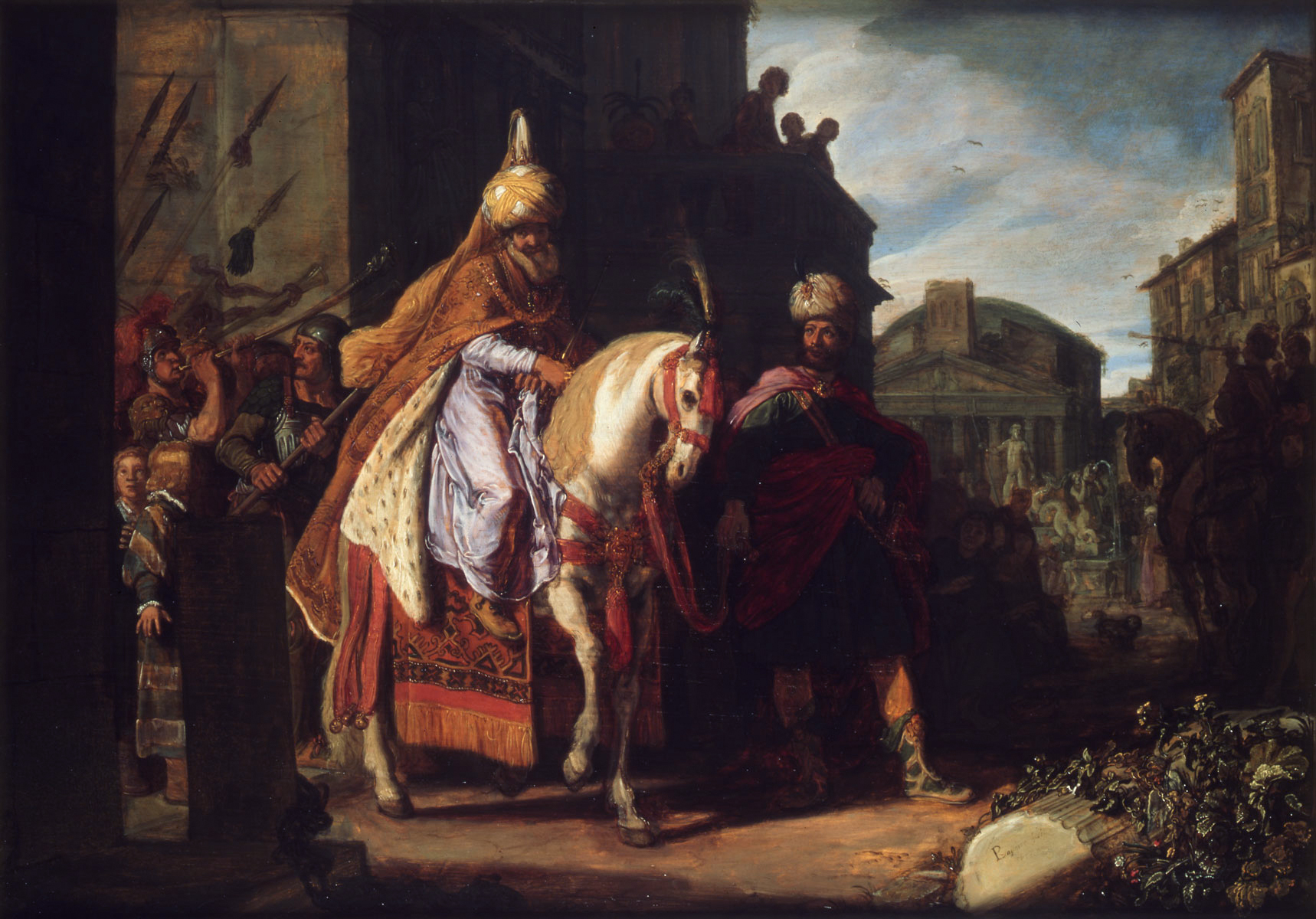
《末底改的胜利》，彼得·拉斯特曼，1624年。

末底改（希伯來語：מָרְדֳּכַי，羅馬化：Mordekhay，直译：「Mordŏḵáy」，[mɔrdɔ̆ˈxɑj]；波斯語：مردخای）天主教譯為摩爾德開，是便雅憫族的猶太人。按照《希伯來聖經》的《以斯帖記》記載，他是掃羅王室的後裔，曾被擄去巴比倫。他在波斯王宮內當官員，曾揭發兩名太監陰謀殺害亚哈随鲁王，得王的褒獎，功績也記載在史上。他為了民族的信仰和尊嚴，得罪了宰相哈曼。他鼓勵和幫助以斯帖去對付哈曼﹐拯救了整個民族，免遭滅絕。哈曼被處死後，末底改被封為宰相。